# ترنر نتورک
ترنر نتورک (انگلیسی: Turner Network) شرکت رسانه‌ای آمریکایی است، که در سال ۱۹۸۸ تأسیس شد.